# António Maria da Silva

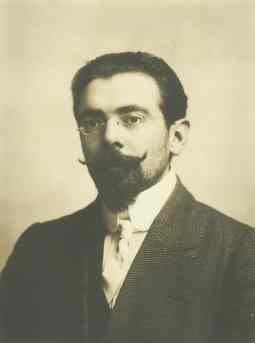
António Maria da Silva, der letzte Ministerpräsident der ersten portugiesischen Republik

António Maria da Silva (* 26. Mai 1872 in Lissabon; † 14. Oktober 1950 ebenda) war ein prominenter Politiker in Portugal während der ersten Republik. Er war insgesamt viermal Regierungschef seines Landes.

## Leben
Da Silva studierte Bergbau an der Heeresschule (Colégio do Exército). Bereits während der Monarchie setzte er sich für die Republik ein und musste deshalb ein Jahr im Exil in Spanien verbringen. Nach Abschaffung der Monarchie war er zunächst übergangsweise Generaldirektor des Statistischen Amtes und Generalverwalter der portugiesischen Post.
Als treuer Anhänger von Afonso Costa und seiner Demokratischen Partei, deren Vorsitzender da Silva während des Exils von Afonso Costa in Paris kurzzeitig war, hatte er während der gesamten Zeit der ersten Republik wichtige politische Posten inne. Bereits der nach Abschaffung der Monarchie im Jahr 1911 gewählten Verfassungsgebenden Versammlung gehörte er als Abgeordneter an. Später war er Ausbildungsminister in der ersten Regierung von Afonso Costa (1913–1914).
Am 25. Januar 1915 putschte General Joaquim Pimenta de Castro gegen die Regierung. Er ließ das Parlament auflösten und regierte diktatorisch („Diktatur der Schwerter“ – ditatura das espadas). Am 14. Mai 1915 wurde de Castro durch einen erneuten Putsch wieder gestürzt. Eine sogenannte Verfassungsjunta übernahm die Macht, der auch da Silva angehörte, sie übergab nach vier Tagen die Macht an den neuen Ministerpräsidenten José de Castro. Kurze Zeit später wurde Afonso Costa erneut Ministerpräsident und da Costa übernahm wieder das Amt des Ausbildungsministers (1915–1916).
Während des Ersten Weltkrieges kam es in Portugal zu einer großen Koalition, der sogenannten Regierung der geheiligten Einheit (governo da união sagrada) unter António José de Almeida, der da Silva als Arbeitsminister angehörte. Dem Kabinett von Alfredo de Sá Cardoso gehörte er kurzzeitig als Finanzminister an. Vom 26. Juni bis 19. Juli 1920 war da Silva dann zum ersten Mal selbst Ministerpräsident. Die zweite Amtszeit von da Silva dauerte vom 7. Februar 1922 bis zum 15. November 1923. Während dieser Zeit hatte er gleichzeitig das Amt des Innenministers inne. In diese zweite Amtszeit fiel auch die Wahl von Manuel Teixeira Gomes zum portugiesischen Präsidenten (6. Oktober 1923). Da Silva begann mit einer politischen Kampagne gegen den neuen Präsidenten, die er mit großer Härte austrug. Vom 1. Juli bis 1. August 1925 wurde da Silva zum dritten Mal Ministerpräsident, diesmal kombinierte er das Amt mit dem Amt des Kriegsministers. Er setzte seine Kampagne gegen Präsident Teixeira Gomes fort, was schließlich zu dessen Rücktritt am 11. Dezember 1925 führte. Vom 18. Dezember 1925 bis zum 30. Mai 1926 wurde er zum vierten Mal Regierungschef (und Innenminister), der letzte der ersten Republik. Am 28. Mai 1926 beendete ein Putsch die erste Republik, zwei Tage später trat da Silva zurück.